# NGC 2082
NGC 2082 là một thiên hà xoắn ốc trung gian trong chòm sao Kiếm Ngư. Ban đầu nó được cho là một phần của Nhóm thiên hà Dorado, nhưng sau đó đã bị xóa. Nó được phát hiện vào ngày 30 tháng 11 năm 1834 bởi John Herschel.
Supernova 1992ba, Type II, được phát hiện bởi Robert Evans trong NGC 2082.